# 尤魯鄉

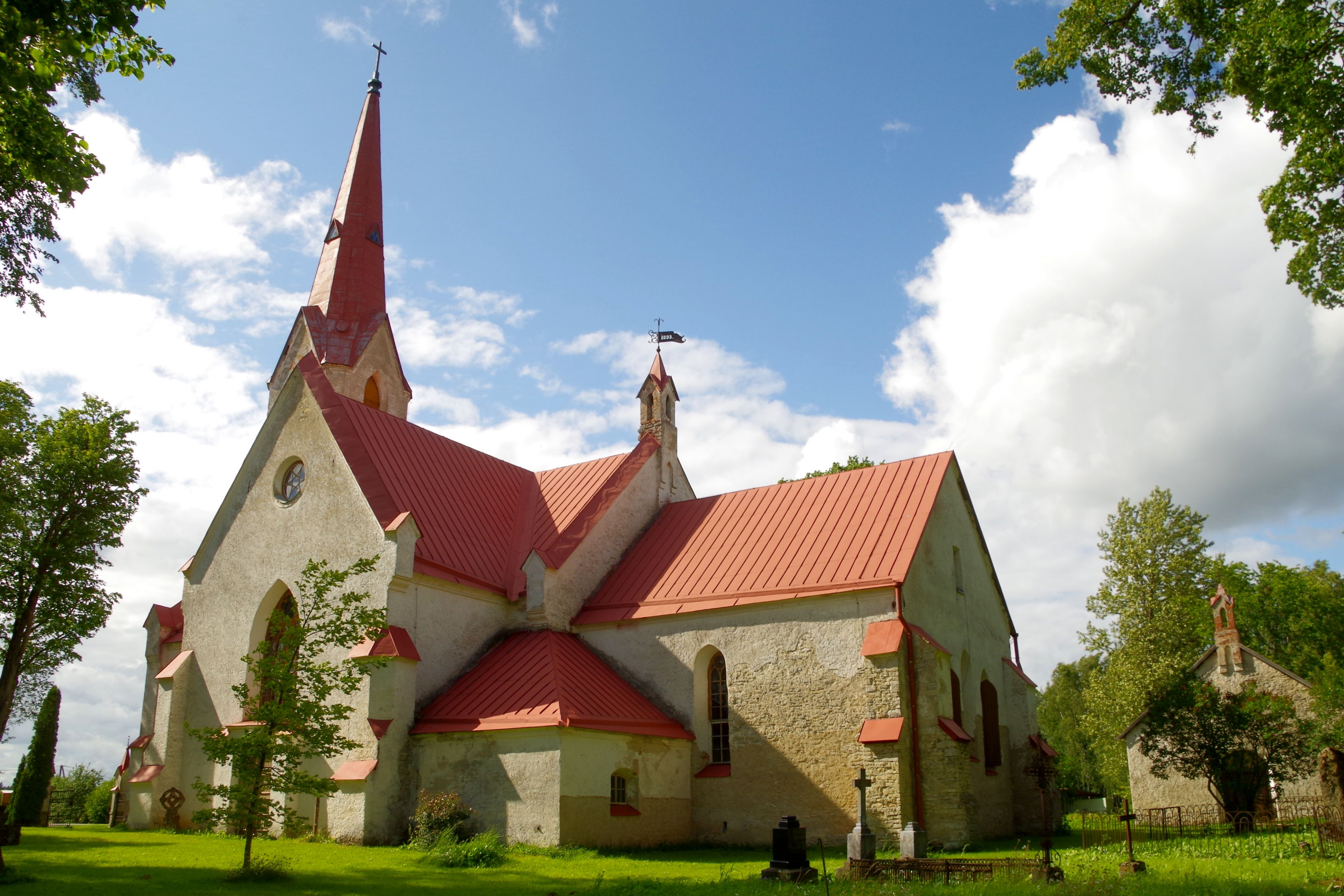
尤鲁教堂

尤魯鄉，是愛沙尼亞拉普拉縣的一個鄉村型市镇，位於該國西部，行政中心設於尤魯，面積152平方公里，2006年人口1,627，人口密度每平方公里11人。
2017年爱沙尼亚行政改革后，尤鲁市镇和其他市镇合并成新的拉普拉市镇。
59°3′52″N 24°57′1″E / 59.06444°N 24.95028°E